# 的場直之
的場 直之（まとば なおゆき、1977年6月27日 - ）は、地方競馬の大井競馬場所属の調教師、元騎手。父は佐賀競馬場所属の元騎手、元調教師の的場信弘、叔父は大井競馬場所属の元騎手的場文男。

## 騎手時代
長沼正義厩舎から騎手デビュー。1995年4月11日第1回大井競馬1日目第2競走サラ系4歳条件戦ストロングオーカンで初騎乗（12頭立て6番人気9着）。同年6月24日第5回大井競馬4日目第4競走サラ系4歳条件戦をトップルパンで優勝（12頭立て2番人気）し、初勝利。
2000年6月6日第14回東京プリンセス賞14番人気ベルモントルビーで後方から豪快に追い込み2着となり、馬番連勝単式62020円の大波乱を演出した。同年地方競馬通算100勝達成。
2001年7月5日第48回エンプレス杯で2番人気のラブリーダハールに騎乗し3着となる。
永岡達夫厩舎を経て物井榮厩舎へ所属変更。
2006年6月1日付けで物井榮厩舎から石田貞雄厩舎へ所属変更。
2007年6月10日第3回東京競馬8日目第6競走3歳500万下でエフティブライアン騎乗のため遠征し、同日第1競走3歳未勝利戦でカネコメスパークーに騎乗し、JRA初騎乗（16頭立て12番人気12着）。
2008年4月20日大井競馬第2競走C3十組十一組4番人気ワガンアイゴで勝利し、地方競馬通算300勝達成。
大井競馬場での中堅騎手として活躍していたが、近年廃止された他場などから流入してきた騎手に押される形で低迷、2010年12月16日付けで発表された平成22年度第3回調教師・騎手免許試験で調教師試験に合格し、転身のため同年12月31日付けで現役引退となった。生涯成績は5608戦339勝・中央競馬2戦0勝。

## 調教師時代
2012年1月1日付けで大井競馬場本場に厩舎開業。当初割当は10馬房。
2012年1月16日第17回大井競馬1日目第6競走C3七組八組条件戦に森泰斗騎乗アエノトップドレスが出走し優勝。管理馬初出走で初勝利をあげた（15頭立て2番人気）。

### 主な管理馬
- ブラックレッグ（黒潮盃[8]）
- キャプテンキング（羽田盃、ゴールドカップ、フジノウェーブ記念2回、ブリリアントカップ）[8]